# Wendy and Lisa
 (août 2024).
Si vous disposez d'ouvrages ou d'articles de référence ou si vous connaissez des sites web de qualité traitant du thème abordé ici, merci de compléter l'article en donnant les références utiles à sa vérifiabilité et en les liant à la section « Notes et références ».
Wendy and Lisa, ou Girl Bros., est un duo de chanteuses et musiciennes américaines de pop et de rock, Wendy Melvoin et Lisa Coleman, natives de Los Angeles. Révélées par Prince au début des années 1980, dans son groupe The Revolution, elles participent à la musique à succès du film Purple Rain, dans lequel elles jouent leur propre rôle. Elles entament une carrière sous leur nom en 1987, puis se spécialisent dans les bandes originales de séries télévisées et de films, pour Tim Kring notamment.

## Biographie
Wendy Melvoin est la fille du musicien de jazz Mike Melvoin, membre du Wrecking Crew et ancien président de l'Académie nationale des arts et des sciences américaine. Elle est également la sœur de Susannah Melvoin, chanteuse du groupe fDeluxe et ancienne choriste de Prince, comme de Jonathan Melvoin, claviériste disparu des Smashing Pumpkins. 
Lisa Coleman est la fille d'un autre musicien du Wrecking Crew, Gary L. Coleman. L'amitié de son collègue Mike Melvoin est à l'origine de la rencontre de leurs filles respectives, qui se connaissent depuis l'enfance.
De 1982 à 1986, les deux musiciennes sont membres du groupe de Prince, The Revolution. Lisa joue déjà avec Prince depuis 1979 quand elle remplace Gayle Chapman, partie pour divergence artistique avec le chanteur. C'est en 1983 que Lisa fait appel à son amie d'enfance pour remplacer Dez Dickerson en pleine tournée lors de la promo de l'album 1999, publié l'année précédente.
Le duo Wendy and Lisa a commencé sa discographie en 1987 sur une musique pop-funk, puis s'est orienté au fil du temps vers du pop-rock plus assumé.
Elles ont composé la musique des séries Preuve à l'appui et Heroes.

## Discographie avec Prince
- 1980 : Dirty Mind (Lisa Coleman uniquement)
- 1981 : Controversy (Lisa Coleman uniquement)
- 1982 : 1999
- 1984 : Purple Rain
- 1985 : Around the World in a Day
- 1986 : Parade
- 1987 : Sign o' the Times
- 2007 : Planet Earth

## Discographie en duo

### Albums
- 1987 : Wendy and Lisa - Columbia
- 1989 : Fruit at the Bottom - Columbia
- 1990 : Eroica - Virgin
- 1998 : Girl Bros. (sous l'appellation Girl Bros.) - World Domination
- 2008 : White Flags of Winter Chimneys - autoédition
- 2011 : Snapshots (mini-album) - autoédition

### Bandes originales de séries télévisées et de films
- 2005 : Un goût de nouveauté (8 titres sur 17)
- 2009 : Heroes
- 2010 : Nurse Jackie, saison 1

### Compilations
- 1991 : Re-Mix-in-a-Carnation (remixes)
- 1996 : Are You My Baby
- 2000 : Always in My Dreams

### Simples
- 1987 : Waterfall
- 1988 : Sideshow
- 1988 : Honeymoon Express
- 1989 : Are You My Baby?
- 1989 : Lolly Lolly
- 1989 : Satisfaction
- 1989 : Waterfall '89
- 1990 : Strung Out
- 1990 : Rainbow Lake
- 1991 : Don't Try To Tell Me
- 1992 : The Closing Of The Year (thème de Toys)
- 1995 : This Is The Life (thème d'Esprits Rebelles)

### Participations à des bandes originales

#### Cinéma
- 1992 : Toys
- 1995 : Esprits rebelles
- 1997 : Hav Plenty
- 1997 : Soul Food
- 2000 : Juwanna Mann, de Jesse Vaughan
- 2010 : Dirty Girl, d'Abe Silvia

#### Séries télévisées et téléfilms
- 1999 : Snoops, série télévisée de David E. Kelley
- 2000 : Second Skin, téléfilm de Darrell Roodt
- 2001 : Preuve à l'appui
- 2001 : Prince charmant
- 2007 : Bionic Woman
- 2011 : Suspect numéro un New York
- 2012 : Touch
- 2013 : Witches of East End

### Collaborations
- 1987 : Jean Louis Aubert - Plâtre et ciment
- 2001 : Neil Finn - One Nil
- 2008 : Grace Jones - Hurricane

## Filmographie
- 1984 : Purple Rain d'Albert Magnoli